# Mokolo
Mokolo é uma cidade dos Camarões localizada na província de Extremo Norte. Mokolo é a capital do departamento de Mayo-Tsanaga.